# المسرح في قطر
بدأت الأعمال المسرحية في قطر في منتصف القرن العشرين. يتم عرض معظم المسرحيات على مسرح قطر الوطني ومركز قطر الوطني للمؤتمرات.

## التاريخ
تم إنشاء أول فرقة مسرحية رسمية في البلاد في عام 1972 باسم «الفرقة المسرحية القطرية». أنتجت الفرقة أول مسرحية لها في نفس العام. في العام التالي تأسست فرقة ثانية وهي فرقة السد المسرحية. بحلول عام 1986 كانت أول شركة قد تأسست بهدف مساعدة الفرق والجهات الفاعلة في إنتاج المسرحيات. كما تم إنشاء فرقتين أخريين خلال هذه الفترة: فرقة الأنوار المسرحية والفرق المسرحية الشعبية. في عام 1994 دمجت الفرق الأربع في فرقتين سميت الفرقة المسرحية القطرية وفريق الدوحة المسرحي.
يعتبر نادي مسرحيو الدوحة هو أقدم نادي ناطق باللغة الإنجليزية في قطر. تم تشكيل النادي في عام 1954 وأنشأ مكانه الخاص في عام 1978 وبالتالي أصبح النادي الوحيد لهواة المسرح في البلاد لديه مسرح خاص به في ذلك الوقت.

## القاعات

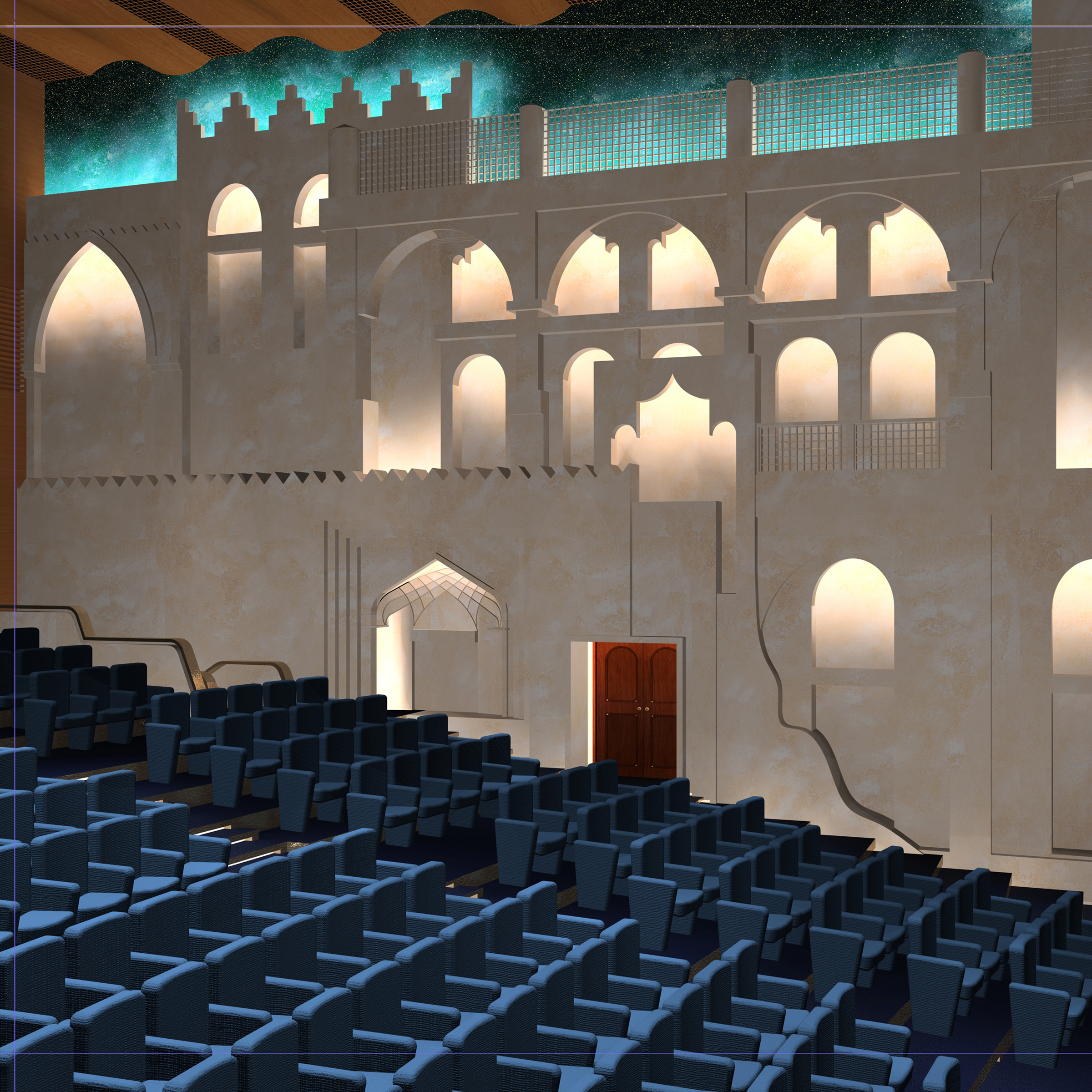
مسرح قطر الوطني.

تقام العروض المسرحية في أماكن مختلفة. يضم مركز قطر الوطني للمؤتمرات مسرحا يضم 2300 مقعد. مسرح قطر الوطني الذي تملكه وزارة الثقافة والفنون والتراث دخل حيز التنفيذ في عام 1982 ويبلغ عدد مقاعده 490. هناك مسرح داخلي مع لجلوس 430 شخص يقع في قرية كتارا الثقافية. في سوق واقف هناك مسرح داخلي سعة 980 شخص يعرف باسم مسرح الريان.

## وجهات نظر اجتماعية
منذ ظهور حركة المسرح في قطر كانت هناك معارضة للمواضيع غير التقليدية التي ظهرت في المسرحيات. أحد العوامل التي عجلت بالرفض هو انتشار المسرحيات الحديثة التي تتعارض مع القيم الإسلامية العميقة الجذور. هناك سبب آخر وهو ما يمثل أساسا المعارضة في السنوات الافتتاحية للمسرح وهو الفجوة الأيديولوجية بين السكان المسنين الأكثر تحفظا في البلاد والسكان الشباب الأكثر ليبرالية التي نتجت عن التنمية الاقتصادية السريعة في قطر خلال منتصف القرن العشرين. كتب عبد الرحمن المناعي أول مسرحية لمعالجة نزاع القيم الناجم عن فجوة الأجيال بعنوان أم الزين.
عادة ما تعتبر الموضوعات المتعلقة بتعدد الزوجات والزواج وقضايا الأسرة وفساد الأطفال من المحرمات. السبب الرئيسي لذلك هو أن هذه المواضيع تنطوي على استجواب وتدقيق للقيم التي كانت تقليدية. من الأمثلة على ذلك مسرحية ابتسام في الحوض عام 1985 الذي كتبها صالح المناعي وعادل صقر. تتعلق القصة بفتاة صغيرة بعد دخولها في علاقة سرية تعترف لأبيها بخيبة أملها من التقاليد السابقة وعائلتها رتبت لها أن تتزوج. مسرحية أخرى وهي سوق الفتيات من قبل عبد الله أحمد وعاصم توفيق تقدم التعليق الاجتماعي على الزواج المرتب. هو يشبه فعل تقديم النساء إلى الخاطبين لاستبدالها بالسلع التجارية في السوق وبالتالي ربط الزواج المرتب مع المادية.